# Thagria bivalla
Thagria bivalla är en insektsart som beskrevs av Nielson 1977. Thagria bivalla ingår i släktet Thagria och familjen dvärgstritar. Inga underarter finns listade i Catalogue of Life.